# A saardami polgármester
A saardami polgármester (olaszul: Il borgomastro di Saardam) Gaetano Donizetti kétfelvonásos operája (opera buffa). A szövegkönyvet Domenico Gilardoni írta Joseph Anne Honoré Duveyrier Le bourgmestre de Saardam, ou Les deux Pierres című vaudeville-je alapján. A művet 1827. augusztus 19-én játszották először a nápolyi Teatro Nuovóban. Magyarországon 1839. november 23-án játszották először a Pesti Városi Német Színházban.

## Szereplők
| Szereplő                                       | Hangfekvés |
| ---------------------------------------------- | ---------- |
| Wambett, Saardam polgármestere                 | basszus    |
| Marietta, a gyámleánya                         | szoprán    |
| Peter Fliman, hajóács, dezertőr, orosz tiszt   | tenor      |
| I. Péter cár, Mikhailoff álnéven, mint hajóács | bariton    |
| Ali Ahmed, török követ                         | bariton    |
| Hírnök                                         | tenor      |

## Cselekménye
- Helyszín: Saardam, Hollandia
- Idő: 1698 körül

### Első felvonás
A saardami hajódokk munkásainak egyike, Peter Flimann szerelmes Mariettába, a polgármester gyámleányába. Barátja, a szintén orosz Peter Mikhailoff vidáman ugratja a szerelmes fiút, amiért az folyamatosan a leányra gondol. Mikailoff nem más, mint I. Péter cár, aki álruhába öltözve Hollandiába jött, hogy kitanulmányozhassa az egyik legfejlettebbnek tartott európai ország életét. Egy hírnök érkezik és bejelenti, hogy a polgármester elrendelte, senki sem hagyhatja el a kikötő területét. Mihailoff megijed, hogy lelepleződött, de ugyanakkor Flimann is megijed, mert ő is orosz, tulajdonképpen egy dezertőr katona. Beavatja titkába a barátját, mit sem sejtve, hogy magával a cárral beszél. A kikötőbe érkezik a polgármester, aki csak annyit tud, hogy egy Peter nevű oroszt a legfelsőbb körökből keresnek, de azt is tudja, hogy a gyámleánya szintén egy Peter nevű orosz hajóácsba szerelmes. Nehezíti azonban a dolgát, hogy két csaknem egykorú Pétert talál, mindkettő orosz, és egyik sem hajlandó többet mondani magáról. Megérkezik közben a török követ is, aki szintén egy orosz Petert keres, ám ő sem tud választani. A zűrzavart csak tetézi, hogy Saardam utcáit katonák járják akik egy fontos orosz személyt keresnek. A tájékozódását végleg elvesztő polgármester – hogy biztonságban tudhassa őket – előbb mindkét Petert letartóztatja, végül azonban az ál-cárt az igazinak gondolva, csak ez utóbbit viteti börtönbe.

### Második felvonás
A foglyot a börtönben Marietta látogatja meg. Bár örül, hogy ilyen fontos ember menyasszonya, szomorú is egyben, mert úgy sejti, hogy egy egyszerű polgári származású leány, mint ő, nem lehet egy híresség felesége. Peter felfedi előtte, hogy ő csak egy csaló, valójában szökött katonatiszt, de a leány nem hisz neki. Miután kitudódott a holléte, hivatalos küldöttség érkezik a cár után, így elkerülhetetlen, hogy az felfedje kilétét. A küldöttség rossz hírekkel, ellene szövetkezőkről érkezik, ezért mihamarabb a visszatérés mellett dönt, de előbb maga elé rendeli a másik Petert, akit megfed ugyan, hogy megszökött, de felajánlja neki az orosz flotta parancsnoki tisztjét, hogy ezáltal, a társadalmi ranglétrán emelkedve, méltó legyen Mariettához. Házasságukba így a polgármester is beleegyezik.